# Língua kolam
A língua Kolam é um idioma Dravidiano falado por cerca de 200 mil pessoas nos estados indianos de Maharashtra, Andhra Pradesh e Madhya Pradesh nos Distritos de Maharashtra, Yavatmal, Wardha e Nanded.

## Falantes
Os Kolam (ou Kolavar) se chamam a si próprios de 'Kolvar': 'Kola' significa “cola” ou Bambu na sua língua, o que provavelmente deriva de sua atividade fazer cestos, sacolas, separadores de grãos de bambu. São uma tribo registrada, sendo agricultores, trabalham nas florestas. São de religiões tradicionais e hinduístas.

## Dialetos
A língua também é chamada de Kolami, Kolamboli, Kolamy, Kolmi ou Kulme
Os dialetos da língua Kokam são: Madka-Kinwat, Pulgaon, Wani, Maregaon. Kolami do Noroeste (ISO kfb) e do Sudeste (nit), que não são inteligíveis entre si. Há outros não são muito inteligíveis com esses (lexicamente em 61% a 68%): Bodo Pareja (bdv), Gadaba (gau), Pottangei Ollar Gadaba (gdb).

## Escrita
O índice de alfabetização entre os Kolam é baixo, pois eles consideram que as crianças devem desde cedo realizar atividades rentáveis em lugar de ir a escola. Uma escrita própria para a língua foi desenvolvida pela Professora S. Prasanna Sree da Andhra University, Visakhapatnam, Andhra Pradesh, India. Prasanna Sree desenvolveu escritas com base em escritas indus já existentes para certos sons comuns a outras línguas locais, porém com diferentes conjuntos de caracteres para cada uma das línguas relacionadas, tais como Bagatha, Gadaba, Porja, Konda-dora, Jatapu, Koya, Kupia.
- São 13 sons vogais com símbolos para vogais que, conforme a simbologia, podem ser isoladas (no início da sílaba) ou conjuntas: a aa e ee u uu ae aaae i o oo ou aum auh
- e 21 sons consoantes que podem ser curtos ou longos (símbolos diferenciados): ka gha gna cha já ta da tha dha na pa bha ma ya ra la va as ha

## Nota
1. ↑   Dr Prasanna Sree